# Брюжелет
Брюжелет (на френски: Brugelette) е селище в Югозападна Белгия, окръг Ат на провинция Ено. Населението му е около 3300 души (2006).